# Delphine Nkansa
Delphine Nkansa, née le 21 septembre 2001 à Sambreville, est une athlète belge spécialisée dans les épreuves de sprint. Elle a été championne de Belgique en 100 et 200 m.

## Biographie
Delphine Nkansa est née le 21 septembre 2001 à Sambreville d'une père congolais et d'une mère belge. La mère de Delphine, Chantal Xhervelle, est une coureuse de fond qui s’est essayée à toutes les distances, du marathon (42 km) aux ultra-trails.
Delphine Nkansa fait de l'athlétisme depuis 2015 en privilégiant le sprint. Elle fait ses débuts au Club Pedro Pessoa, de Sobreda à côté de Lisbonne sous la houlette de l’entraîneur Pedro Pessoa. Nkansa a en effet principalement résidé au Portugal et en France où elle a participé à des compétitions d'athlétisme. Elle poursuit ensuite sa carrière athlétique à l'Excelsior Sports Club de Bruxelles.
Elle fait désormais partie du relais féminin de 4 × 100 m belge, les « Belgian Rockets ». En Belgique, elle a débuté en compétition officielle lors des Championnats de Belgique d'athlétisme 2022 à Gentbrugge. Elle se classe deuxième derrière Rani Rosius sur le 100 m. Sur le 200 m, elle obtient son premier titre de championne de Belgique. En juillet de l'année suivante, Delphine Nkansa s'impose au Championnat de Belgique d'athlétisme 2023 sur 100 m en 11.03 s. Ce chrono améliore le record de Belgique de Kim Gevaert mais n'est pas homologué en raison d'un vent trop favorable.
En août 2023, elle est sortie dès les séries du 100 m aux championnats du monde d'athlétisme 2023 à Budapest se classant cinquième.
Le 11 février 2024, Delphine Nkansa prend la 4e place du 60 m du meeting d'athlétisme de Paris, épreuve du World Athletics Indoor Tour (silver) en courant en 7.21 s. Delphine Nkansa, 22 ans, avait signé un temps de 7.18 en séries, qui constitue son record personnel. Son précédent record personnel de 7.19 avait été établi l'année dernière à l'Euro en salle d'Istanbul, où elle avait pris la 6e place. Ce temps l'a qualifié pour les mondiaux en salle de Glasgow.
Le 2 mars 2024, elle se classe 5e de sa demi-finale du 60 m avec un temps de 7.21 s aux Championnats du monde d'athlétisme en salle 2004 de Glasgow.
Le 9 juin 2024, elle se classe 4e de sa demi-finale du championnat d'Europe d'athlétisme 2024 à Rome et améliore son record personnel sur 100 m, le portant à 11.21 s. Le 29 juin 2024, elle remporte le 100 m aux championnats de Belgique d'athlétisme 2024 en abaissant encore son record à 11.20 s.
En juin 2024, le relais féminin belge de 4 × 100 m, les « Belgian Rockets » avec Rani Rosius, Élise Mehuys, Rani Vincke et Delphine Nkansa, se qualifie pour les Jeux olympiques 2024 à Paris.
Lors des Jeux olympiques 2024 à Paris, elle se qualifie pour les demi-finales du 100 m en égalant son record personnel de 11.20 s. Dans la demi-finale, elle se classe septième. Le relais féminin belge 4 x 100 m est quant à lui disqualifié dans les manches de qualification en raison d'un passage de témoin en dehors de la zone prévue.
Le 2 février 2025, elle améliore son record personnel sur le 60 m en salle le portant à 7 s 17  lors de la réunion d'athlétisme de Val-de-Reuil (France) comptant pour le World Athletics Continental Tour. Par la même occasion, elle se qualifie pour les Championnats d'Europe d'athlétisme en salle 2025 à Apeldoorn début mars. Aux Championnats de Belgique d'athlétisme 2025 à Bruxelles, elle obtient une médaille d'argent en 200 m et une médaille de bronze en 100 m.
En Belgique, Nkansa est inscrite à l'Excelsior Sports Club de Bruxelles. En France auprès du US Ivry. Elle a un contrat de sportive professionnelle avec Nike et a un contrat Adeps-Pro.
Parallèlement à ses activités sportives, Delphine Nkansa fait des études universitaires en droit à Paris.

## Titres dans les championnats

### Championnats internationaux
| Épreuve | Titre                     | Année |
| ------- | ------------------------- | ----- |
| 200 m   | Championne européenne U23 | 2023  |

### Championnats de Belgique
Extérieur
| Épreuve | Année        |
| ------- | ------------ |
| 100 m   | 2023 et 2024 |
| 200 m   | 2022         |

## Records personnels
Extérieur
| Épreuve | Prestation | Vent     | Date         | Lieu      |
| ------- | ---------- | -------- | ------------ | --------- |
| 100 m   | 11,20 s    | +0,3 m/s | 29 juin 2024 | Bruxelles |
| 200 m   | 22,88 s    | +1,1 m/s | 3 août 2025  | Bruxelles |

En salle
| Épreuve | Prestation | Date            | Lieu         |
| ------- | ---------- | --------------- | ------------ |
| 60 m    | 7,17 s     | 2 février 2025  | Val-de-Reuil |
| 200 m   | 24,60 s    | 21 janvier 2018 | Pombal       |

## Palmarès

### 60 m
- 2023:  Championnats de Belgique indoor athlétisme 2023 – 7,28 s
- 2023: 6e Championnats européens d'athlétisme en salle 2023 à Istanbul - 7,19 s

### 100 m
- 2022:  Championnats d'athlétisme de Belgique 2022 – 11,42 s
- 2023: 4e Championnats européens d'athlétisme U23 à Espoo – 11,36 s
- 2023:  Championnat belge d'athlétisme 2023 – 11,03 s (w)
- 2024:  Championnat belge d'athlétisme 2024 – 11,20 s

### 200 m
- 2022:  Championnat belge d'athlétisme 2022 – 23,34 s
- 2023:  Championnats européens d'athlétisme U23 à Espoo – 23,31 s

### 4 × 100 m
- 2022: 6e Championnats européens d'athlétisme 2022 à Munich – 43,98 s
- 2023: 5e Championnats européens d'athlétisme U23 à Espoo – 43,66 s

## Distinctions
- 2023: Spike d'or du meilleur espoir femme